# Robert Burns (pintor)
Robert Burns (Edimburgo, 1869 — 1938) fue un artista del Arte nouveau en Escocia y un artista decorativo. 
Pasó largos períodos de tiempo estudiando en Londres y París, y viajando por el norte de África. Siguió el ejemplo de los artistas del movimiento de artes y oficios, que contrata en proyectos que implicaban una variedad de materiales. Estos también fomentaron la relación entre las artes, el comercio y la industria. Sus diseños más famosos y completos fueron interiores de los Salones de té de Crawford sobre Calle de Príncipes. Combinó proyectos comerciales con la enseñanza y llegó a ser el Jefe de la Escuela de bellas artes de la Pintura en Edimburgo.

## Obras Destacadas

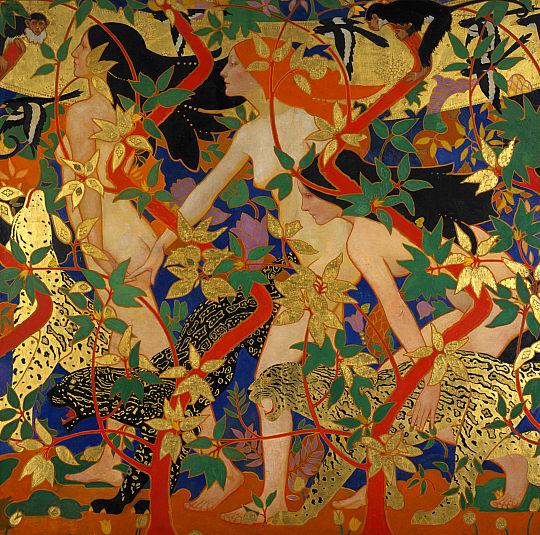
Diana y sus ninfas, 1926.

- Datos: Q7342516
- Multimedia: Robert Burns (artist) / Q7342516